# 1257 Mora
Mora (asteróide 1257) é um asteróide da cintura principal, a 2,2827879 UA. Possui uma excentricidade de 0,0824471 e um período orbital de 1 433,33 dias (3,93 anos).
Mora tem uma velocidade orbital média de 18,88319613 km/s e uma inclinação de 3,91808º.
Esse asteróide foi descoberto em 8 de Agosto de 1932 por Karl Reinmuth.